# Aleksander Błędowski
Aleksander Błędowski (ur. 3 maja 1788 w Błudów, w powiecie włodzimierskim na Wołyniu, zm. 25 lipca 1831 w Krzeszowicach) – generał brygady.

## Życiorys

Półkozic herb Błędowskich

Aleksander Błędowski urodził się 3 maja 1788 w majątku ziemskim Błudów, w powiecie włodzimierskim na Wołyniu, w polskiej rodzinie szlacheckiej Błędowskich herbu Półkozic, jako syn Tadeusza i Antoniny z Czosnowskich
. W lipcu 1809 wstąpił jako kadet do armii Księstwa Warszawskiego. Bardzo szybko awansował, od 1 listopada 1809 był kapitanem nowo utworzonego 16 pułku jazdy. W 1812 roku pojedynkował się z przyszłym poetą romantycznym, Antonim Malczewskim, którego ranił w kostkę. W kampanii moskiewskiej 1812 walczył pod Smoleńskiem. W 1813 został szefem szwadronu macierzystego pułku. Kilkakrotnie ranny w walkach w kampanii niemieckiej (1813), został skierowany na leczenie do Lipska, tam dostał się do niewoli rosyjskiej. Za męstwo w wojnach napoleońskich był odznaczany: Krzyżem Virtuti Militari, Krzyżem Legii Honorowej i Krzyżem Neapolitańskim.
Od 13 lutego 1815 służył w 3 Pułku Strzelców Konnych jako oficer w randze majora, w armii Królestwa Polskiego. 20 września 1817 z powodów zdrowotnych podał się do dymisji i osiadł w Błudowie na Wołyniu. W roku 1818 poślubił Henrietę (Henrykę) Działyńską, późniejszą autorkę Pamiątki przeszłości (Warszawa, 1960). Mieli kilkoro dzieci, ale tylko córka Wincentyna dożyła dorosłości.
W powstaniu listopadowym najpierw był podpułkownikiem w sztabie głównym. W styczniu 1831 przydzielony do sztabu generała Dwernickiego w związku z planowaną wyprawą na Wołyń. Następnie został mianowany pułkownikiem i objął dowództwo nad 3 Pułkiem Strzelców Konnych. W czasie walki pod Wawrem został ciężko raniony pociskiem armatnim i dostał się do niewoli. Po kilku dniach gen. F. Geismar przekazał go Polakom. Podleczony po amputacji nogi, umarł na cholerę, w 1831 w Krzeszowicach.
Grobowiec generała A. Błędowskiego znajduje się na cmentarzu oo. karmelitów bosych w Czernej koło Krzeszowic. Ma kształt tumby z hełmem greckiego hoplity, a jego fundatorem był przyjaciel Błędowskiego, gen. Stanisław Klicki. Autorem monumentu jest rzeźbiarz z Krzeszowic, Ferdynand Khun. W 1836 władze Rzeczypospolitej Krakowskiej na żądanie komendanta okupacyjnych władz rosyjskich usunęły z monumentu 3 linijki mówiące o „wiernej towarzyszce Moskali” cholerze, na którą zmarł gen. A. Błędowski.

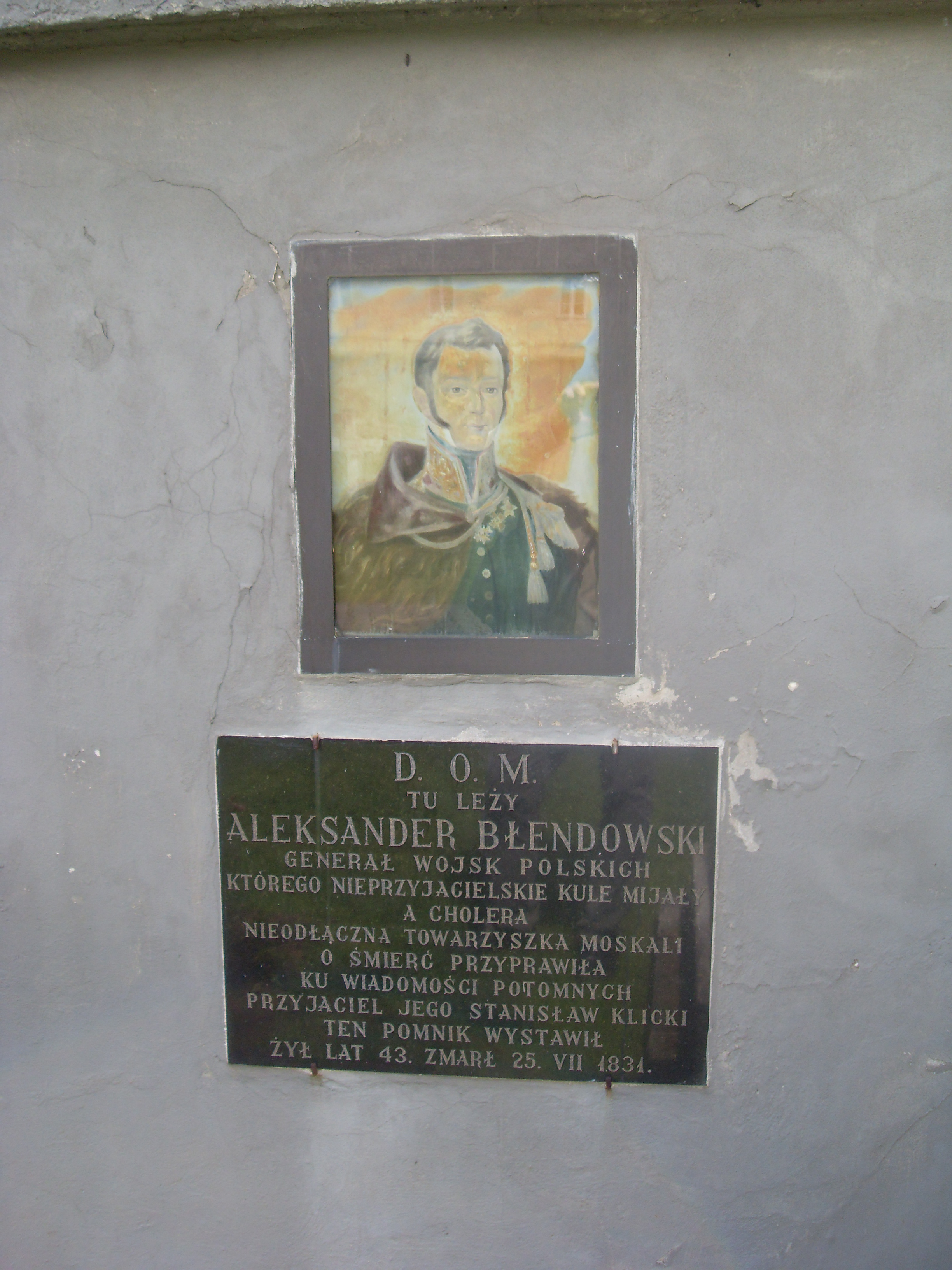
Tablica na murze klasztoru oo. karmelitów bosych w Czernej koło Krzeszowic
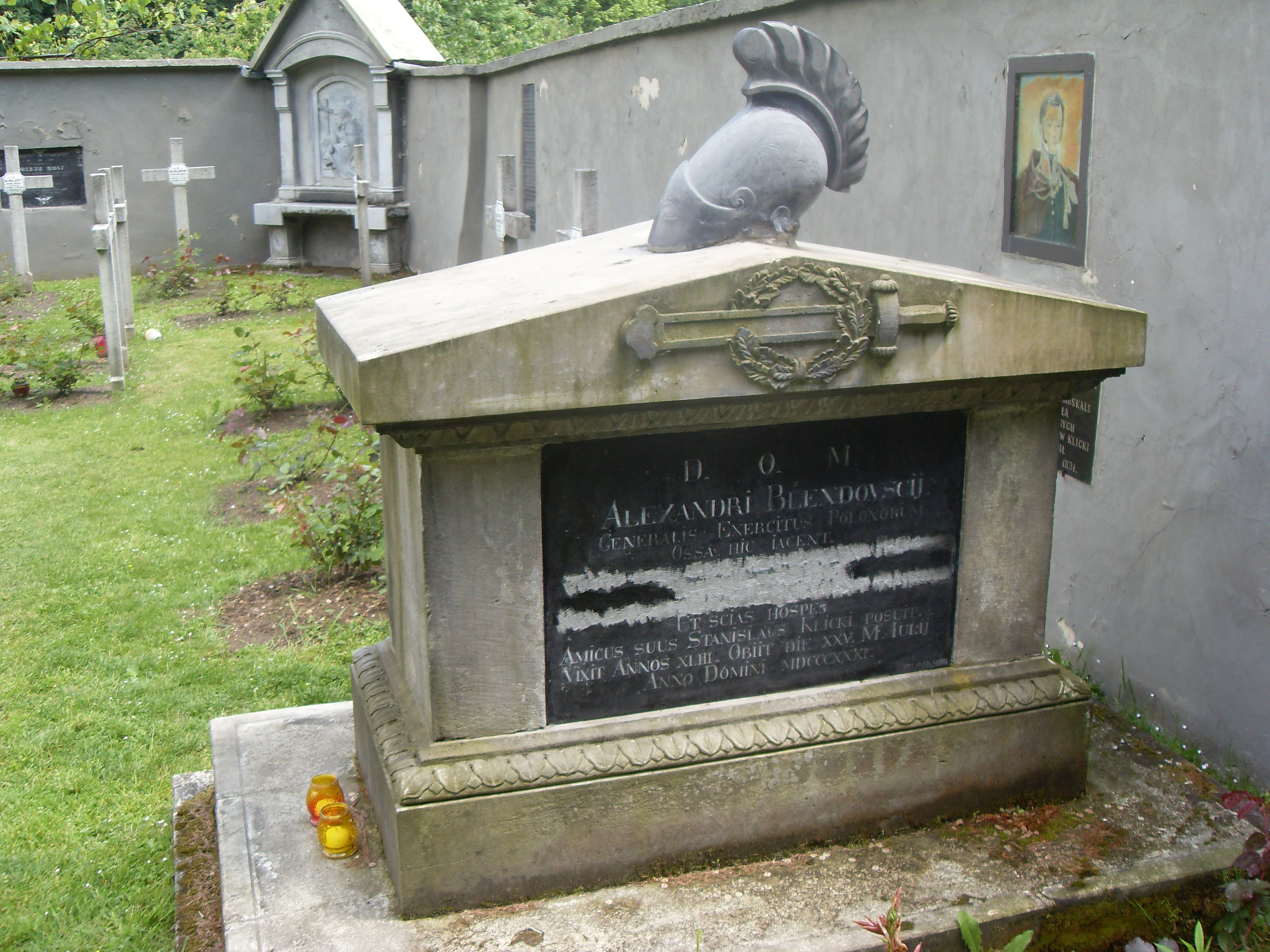
Grobowiec gen. A. Błędowskiego z usuniętą częściowo inskrypcją w języku łacińskim
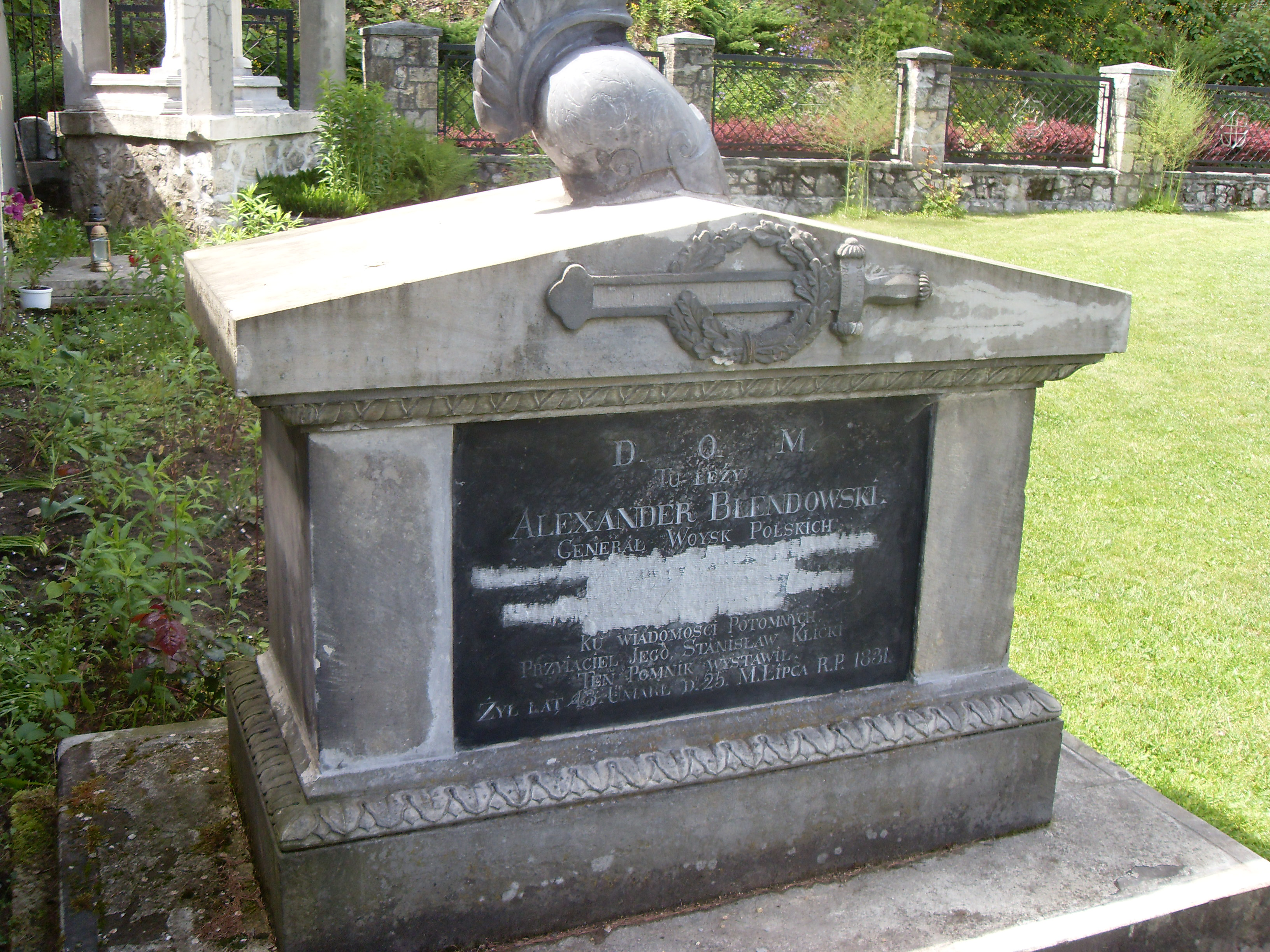
Grobowiec gen. A. Błędowskiego z usuniętą częściowo inskrypcją w języku polskim

Był członkiem loży wolnomularskiej Ciemność Rozproszona.

## Odznaczenia
- Krzyż Złoty Orderu Virtuti Militari[8]
- Krzyż Kawalerski Orderu Legii Honorowej[8]
- Krzyż Kawalerski Orderu Obojga Sycylii[8][9]